# Herwig Collmann
Herwig Collmann (1 de Setembro de 1915 - ) foi um comandante de U-Boot que serviu na Kriegsmarine durante a Segunda Guerra Mundial.